# Al-Karak

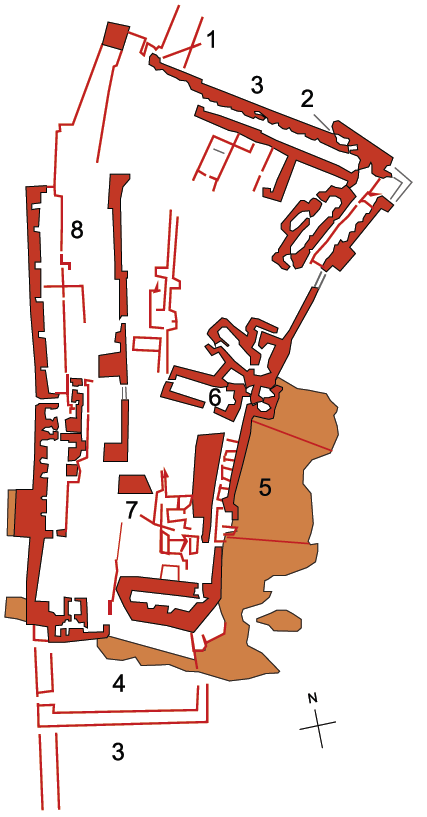
Plan zamku

Al-Karak (albo Karak lub Kerak) − miasto w Jordanii, stolica muhafazy Al-Karak.

## Historia
Al-Karak utożsamiany jest z biblijnym Kir-Chareszet, stolicą Moabu, otoczoną murem twierdzą, położoną na szczycie górskim. Według 2 Księgi Królewskiej (2 Krl 3, 1,25–26), król Judy – Jozafat oraz Joram, po objęciu władzy w Izraelu, podjęli nieudaną próbę zdobycia Kir-Chareszet. Biblia przekazuje różne formy nazwy miasta: Kir-Moab – Księga Izajasza (Iz 15,1), Kir-Chareset – Księga Izajasza (Iz 16,7), Kir-Chares – Księga Izajasza (Iz 16,11), Kir-Cheres – Księga Jeremiasza (Jr 48,31). W epoce rzymskiej i bizantyjskiej miasto jako Characmoba wchodziło w skład prowincji Arabia. Wnioskując z odcisków miejskich pieczęci, znalezionych w Mampsis, w II wieku Kir-Chareszet był stolicą okręgu. Lokalizacja miasta została wskazana na mapie z Medeby.
W mieście znajduje się zamek krzyżowców, który został zbudowany w połowie XII wieku przez Payena le Bouteiller, lennika Królestwa Jerozolimskiego. Stanowił on fragment fortyfikacji pomiędzy Akabą a Turcją. W 1188 roku, po ośmiu miesiącach oblężenia, został zdobyty przez wojska Saladyna. Pod koniec XIII wieku mamelucki sułtan Bajbars rozbudował umocnienia, ale później trzy wieże zostały zniszczone podczas trzęsienia ziemi.
Kerak najbardziej jest znany z zamku krzyżowców, w historii służył jako twierdza Moabitów, a uważa się, że chrześcijanie zamieszkiwali ten obszar na długo przed krzyżowcami. To otoczone murem miasto było wymieniane w Biblii i umieszczone na mozaikowej mapie w Madabie. W 1142 r. lord Pagan Butler przeniósł swoją siedzibę z ash-Shaobak (Montreal) do Kerak. Wzniósł zamek w tym miejscu, a jego następcy dobudowali wieże i fosę.
Potęga i lokalizacja zamku krzyżowców uczyniła zeń jedną z najważniejszych twierdz obronnych wschodniego skrzydła Królestwa Jerozolimskiego. Ten strategiczny zamek jest otoczony klifami z trzech stron. Górował nad Drogą Królewską, którą przebiegał lukratywny szlak handlowy i przechodziły pielgrzymki do Mekki, znajduje się blisko Jerozolimy i Morza Martwego.
W 1177 roku Renald z Châtillon, który jako pierwszy doszedł do Ziemi Świętej z drugą krucjatą, pojął za żonę wdowę po Onufrym III, dziedziczkę zamku w Kerak. To w czasie jego panowania więźniów zabijano przez zrzucenie z murów, głowy mieli zamykane w drewnianych skrzyniach, aby chroniły ich przed utratą przytomności dopóki nie zginęli na skałach poniżej. Był on również znany z poprowadzenia swojej armii do zwycięstwa w bitwie przeciwko Saladynowi pod Montgisard w 1177 roku. Châtillon terroryzował arabską żeglugę na Morzu Czerwonym, a w Kerak zbudowano statki, które zostały przewiezione do Akaby. Po napaściach na karawany, co było pogwałceniem traktatu z Saladynem, Saladyn osobiście uciął głowę Châtillonowi po bitwie pod Hattin w 1187 r. Armia Saladyna oblegała zamek przez osiem miesięcy, garnizon obrońców Keraku sprzedał swoje kobiety i dzieci za jedzenie i skapitulował pod koniec 1188 roku. Saladyn był pod wrażeniem ich odwagi i darował im wolność. Zamek został oddany bratu Saladyna, który umocnił i naprawił wiele z jego fortyfikacji. Znaczne zmiany, o wiele bardziej fachowe, niż te dokonane przez krzyżowców były wprowadzone głównie w XIII i XIV wieku. W XIII wieku mamelucki sułtan Bajbars przejął zamek od Ajjubidów. Dobudowano część fortyfikacji miasta, a także pogłębiono fosę. Przebudował główny południowy stołp, na co wskazuje olbrzymia inskrypcja. Lew, jego symbol, widoczny jest na okrągłej wieży we wschodniej części murów miejskich. Trzęsienie ziemi w 1293 r. zniszczyło znaczną część zamku.